# Jamné nad Orlicí
Jamné nad Orlicí település Csehországban, az Ústí nad Orlicí-i járásban. Jamné nad Orlicí Jablonné nad Orlicí, Sobkovice, Těchonín és Orličky településekkel határos. Lakosainak száma 703 fő (2024. január 1.).

## Népesség
A település lakosságának változását az alábbi diagram mutatja:
| Lakosok száma | 1501 | 1605 | 1331 | 794  | 738  | 675  | 685  | 699  | 691  | 703  |
|               | 1869 | 1900 | 1921 | 1961 | 1980 | 2011 | 2016 | 2019 | 2021 | 2024 |